# Paola (Malte)
Pour les articles homonymes, voir Paola.
Paola, (en maltais Pawla), plus généralement appelé Raħal Ġdid (signifiant ville nouvelle) par ses habitants, est une ville du sud de Malte. Elle porte le nom de son fondateur, le Grand Maître Antoine de Paule. La ville est surtout connue pour ses processions du Vendredi saint, son club de football, le Paola Hibernians FC, pour l'hypogée de Ħal Saflieni et pour son église, la plus grosse du pays. Deux églises paroissiales s'y trouvent, l'une dédiée au Christ Roi et l'autre à Notre-Dame-de-Lourdes. La fête du Christ Roi est célébrée le quatrième dimanche de juillet.
Paola est en outre un centre commercial du sud de Malte, environ 5 kilomètres au sud de la capitale La Valette.

## Patrimoine et culture
Personnes notables
- Paul Boffa (1890-1962), ancien premier ministre maltais, décédé à Paola.
- Bernard Grech (1971-), homme politique et chef du Partit nationaliste, né à Paola.